# 水域生态系统
水域生态系统是在水体中的生态系统。相互依赖并依赖环境的生物群落生活在水域生态系统中。水域生态系统两种主要类型是海洋生态系统和淡水生态系统。

## 类型

### 海洋
海洋生态系统覆盖着大约 71% 的地球表面，并包含地球上大约 97% 的水。它们产生了世界上净初级生产的 32%。它们与淡水生态系统区别在水中存在溶解的化合物，尤其是食盐。溶解在海水中的物质约有 85% 是钠和氯。海水的平均含盐量达到每千份水中 35 份，实际的含盐量在不同的海洋生态系统中有所变化。

### 淡水

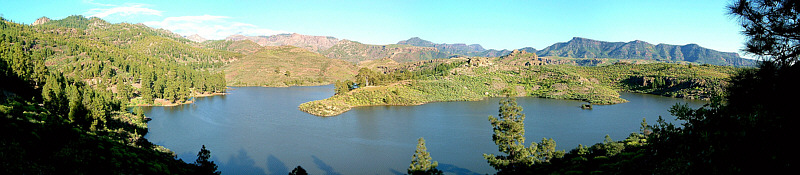
淡水生态系统

淡水生态系统覆盖着 0.78% 的地球表面，并包含地球上 0.009％ 的水。它们产生了净初级生产的将近 3% 。世界知名的鱼类中有 41% 栖息在淡水生态系统中。
淡水生态系统分三个基本类型：
- 湖泊（英语：Lake ecosystem）：缓慢流动或不流动的水。
- 河流（英语：River ecosystem）：快速流动的水。
- 湿地：土壤被浸泡在水中的地蛆。[5]

## 功能
水域生态系统担负着许多重要的环境功能，例如进行物质循环、净化水、减轻洪水、补充地下水、以及为野生动物提供栖息地。水域生态系统也被用于人类娱乐，对于沿海地区和其他地区的旅游业都有重要意义。